# Капкайкин, Геннадий Валентинович

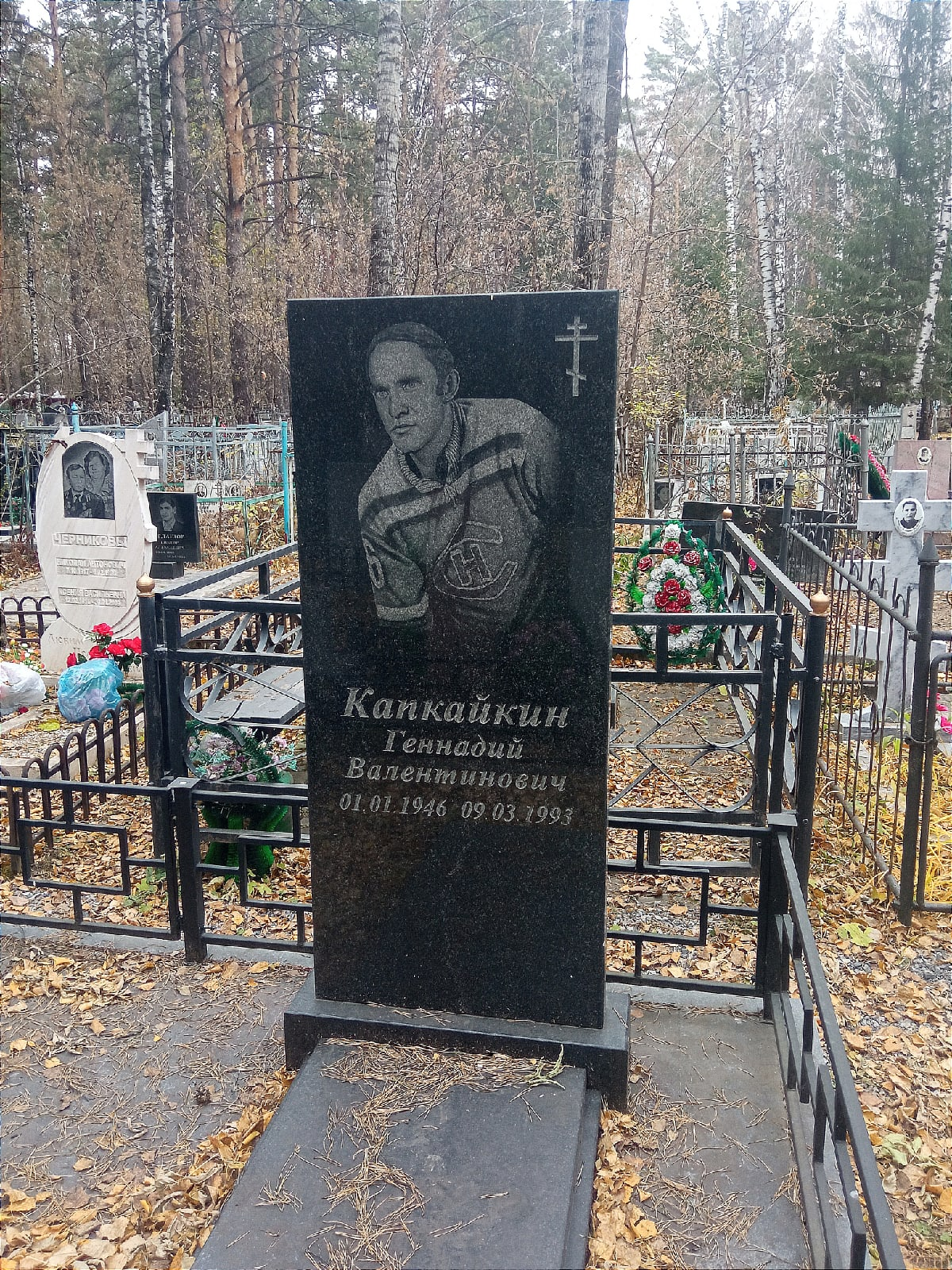
могила на Заельцовском кладбище г.Новосибирска

Геннадий Валентинович Капкайкин (род. 1 января 1946 года - 9 марта 1993) —- советский хоккеист.

## Биография
Начал играть в 1962 в Новосибирске в ДЮСШ «Динамо». С 1964 — в команде мастеров «Сибирь». Неоднократно избирался капитаном команды. Один из её наиболее результативных игроков. Провел в высшей лиге 252 матча, забил 104 гола. Сезон 1977/78 провёл в ташкентском «Бинокоре». После сезона 1978/79 завершил карьеру.
Свитер Геннадия Капкайкина под номером 16 поднят под своды ледового дворца спорта «Сибирь». Был тяжело болен, врачи запрещали  играть из-за проблем с сердцем.
Похоронен на Заельцовском кладбище на участке 16н.
Сын Константин вратарь, тренер.